# Bernard Cerquiglini

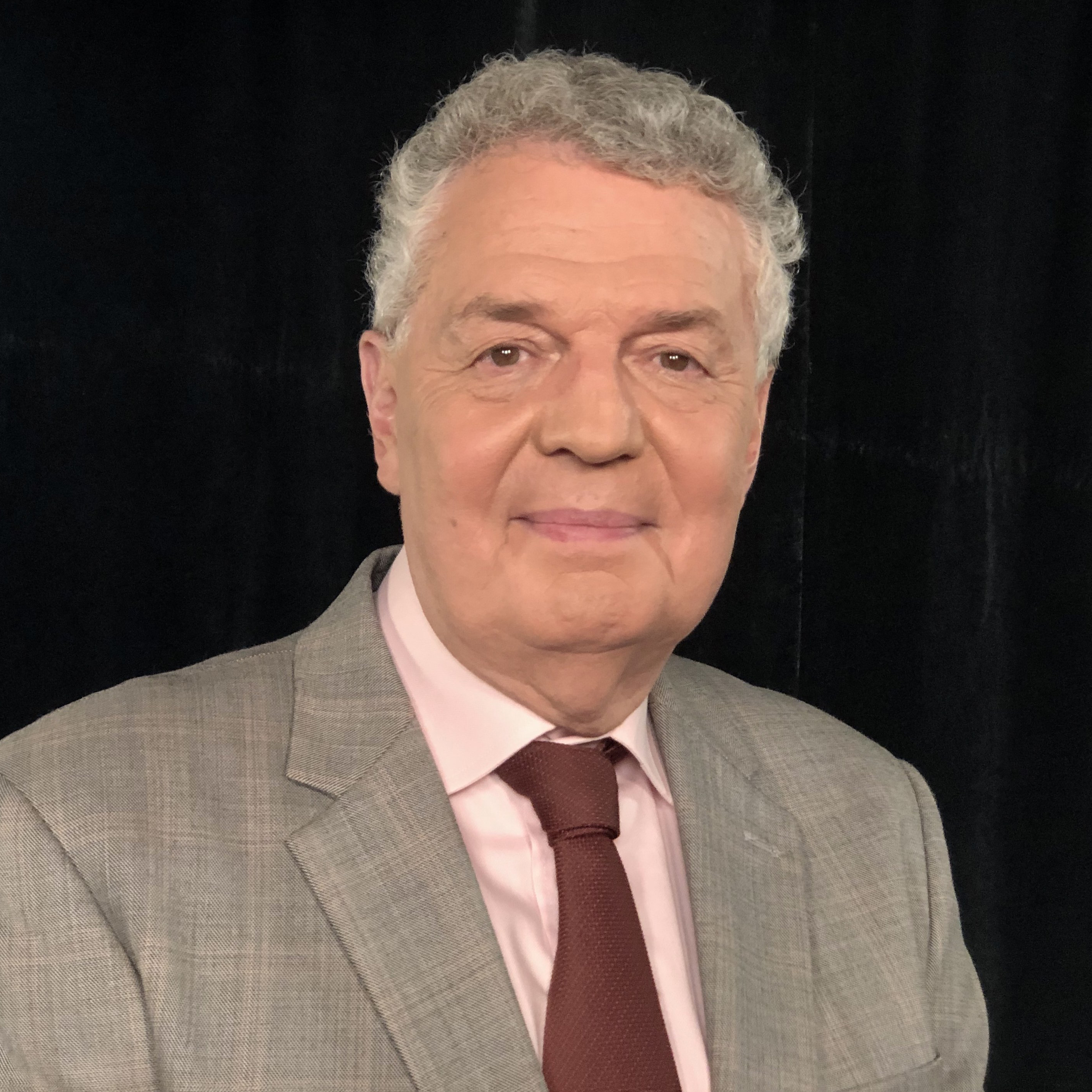
Bernard Cerquiglini

Bernard Cerquiglini (* 8. April 1947 in Lyon) ist ein französischer Sprachwissenschaftler.

## Leben und Wirken
Bernard Cerquiglini ist Professor der Linguistik an der Universität Paris VII. Er ist Direktor des Institut national de la langue française. Seine Publikationen und Untersuchungen umspannen ein weites Feld der Sprachforschung, unter anderem kritische Untersuchungen zur Textkritik.
In seinem polemischen Essay Éloge de la variante (1989) argumentiert Cerquiglini, dass Variantenbildung ein grundlegendes Kennzeichen der handschriftlich überlieferten Literatur ist. Cerquiglinis Hauptthese ist, dass Varianten und Varianz zentrale Aspekte des mittelalterlichen Textes sind und dass Bearbeiter von modernen Editionen aus diesem Grund mit den Texten nicht angemessen umgehen, wenn sie Varianz als etwas ansehen, was es zu beseitigen gilt. Dieses Buch von Cerquiglini hat die ›New Philology‹ angeregt, deren Arbeiten ihrerseits dazu geführt habe, variante Fassungen von mittelalterlichen Texten differenzierter zu betrachten und „die Variante als Objekt der Interpretation stärker zu berücksichtigen“, so Christa Jansohn und Bodo Plachta in einem Vorwort von 2005. In ihrem Review der englischen Ausgabe des Werks zeigt sich Melinda Menzer 2001 enttäuscht darüber, dass Cerquiglini zwar eine spannende Art vorstelle, in der mittelalterliche Texte gelesen werden können, dass er aber nicht zeige, wie Varianz tatsächlich Bedeutung produziert.
Seit etlichen Jahren präsentiert Bernard Cerquiligni auf dem internationalen französischen Fernsehsender TV5 Monde kurze, etwa 2 Minuten andauernde Sendungen mit dem Titel „Merci professeur !“, in der er Phänomene in der französischen Sprache kommentiert, z. B. was die Herkunft und die Entwicklung bestimmter Wörter und Phrasen betrifft; diese fußen meist auf Fragen von Betrachtern dieser Sendung, die von seiner aus dem Off sprechenden Mitarbeiterin Marie Dauphin, oft in Reimform, eingeführt werden. Cerquiligni zeigt sich bei kritischen Fragen mitunter versöhnlich, vor allem im Hinblick auf sprachliche Entwicklungen in der frankophonen Welt, also dem Französischen außerhalb Frankreichs, und ruft mit dem Slogan „Enrichissons-nous, parlons francophone !“ (dt. „Bereichern wir uns, lasst uns frankophon sprechen!“) am Ende zur Akzeptanz außerfranzösischer Begriffe in Frankreich auf. Mitunter „ärgert“ er sich aber auch humoristisch über Begriffe; diese Folgen werden mit dem Slogan „Ne craignons pas d'être puristes – à bon escient du moins !“ eingeleitet, zu Deutsch etwa „Schrecken wir nicht davor zurück, puristisch zu sein – zumindest, wenn es einen guten Grund dafür gibt!“

## Ehrungen
- 1993: Komtur des Ordre des Arts et des Lettres[5]
- 2013: Offizier der Ehrenlegion[6]
- 2013: Assoziiertes Mitglied der Académie royale des Sciences, des Lettres et des Beaux-Arts de Belgique[7]
- Ritter des Ordre national du Mérite[8]
- Komtur des Ordre des Palmes Académiques[8]

## Werke
- La représentation du discours dans les textes narratifs du Moyen âge français. Dissertation 1979.
- Éloge de la variante: histoire critique de la philologie. Paris: Éditions du Seuil 1989. ISBN 2-02-010433-4
- La naissance du français. Paris: Presses Universitaires de France 1991. ISBN 2-13-043559-9
- Enrichissez-vous: parlez francophone! Trésor des expressions et mots savoureux de la francophonie. Paris: Larousse 2016. ISBN 978-2-03-592903-7
- Le ministre est enceinte: ou la grande querelle de la féminisation des noms. Paris: Éditions du Seuil 2018. ISBN 978-2-02-140211-7
- L'invention de Nithard. Paris: Les Éditions de Minuit 2018. ISBN 978-2-7073-4469-4
- Chroniques d'une langue française en résilience. Paris: Larousse 2021. ISBN 978-2-03-600010-0
- Un participe qui ne passe pas. Paris: Éditions Points 2021. ISBN 978-2-7578-8390-7
- "La langue anglaise n'existe pas": c'est du français mal prononcé. Paris: Gallimard 2024. ISBN 978-2-07-305661-0